# Зелінський Вадим Іванович
Вади́м Іва́нович Зелі́нський — майор Збройних сил України, учасник російсько-української війни.

## З життєпису
Станом на липень 2015 року — командир першої штурмової роти батальйону «Айдар».

## Нагороди
- 29 вересня 2014 року — за особисту мужність і героїзм, виявлені у захисті державного суверенітету та територіальної цілісності України, вірність військовій присязі під час російсько-української війни, відзначений — нагороджений орденом Богдана Хмельницького III ступеня.
- 5 квітня 2015 року — за особисту мужність і героїзм, виявлені у захисті державного суверенітету та територіальної цілісності України, вірність військовій присязі під час російсько-української війни, відзначений — нагороджений орденом Богдана Хмельницького II ступеня.